# Metropolia Mediolanu
Metropolia Mediolanu – metropolia Kościoła rzymskokatolickiego w północnych Włoszech, składająca się z metropolitalnej archidiecezji Mediolanu oraz dziewięciu diecezji. Metropolia została ustanowiona w IV wieku. Od lipca 2017 godność metropolity sprawuje arcybiskup Mario Delpini.

## Diecezje
- Archidiecezja Mediolanu
- Diecezja Bergamo
- Diecezja Brescii
- Diecezja Como
- Diecezja Crema
- Diecezja Cremony
- Diecezja Lodi
- Diecezja Mantui
- Diecezja Pawii
- Diecezja Vigevano